# Sint-Pieterskerk (Godewaarsvelde)
De Sint-Pieterskerk (Frans: Église Saint-Pierre) is de parochiekerk van de gemeente Godewaarsvelde in het Franse Noorderdepartement.

## Geschiedenis
In 1526 werd een hallenkerk gebouwd. Deze had een vieringtoren die uit de 11e eeuw stamde en een hoge spits had, zodat de totale hoogte 45 meter bedroeg. In 1902 werd deze kerk door brand getroffen.
In 1906 werd een nieuwe kerk gebouwd naar ontwerp van Paul Destombes.

## Gebouw
Het is een neogotisch bakstenen bouwwerk met voorgebouwde toren. De basilicale kerk heeft een hoog middenschip en twee lage en smalle zijbeuken. Op het timpaan vindt men het portret van Sint-Petrus, zijn sleutels, het wapen van paus Pius X en dat van de bisschop van Kamerijk.
De kerk bezit een gaaf neogotisch meubilair dat ontworpen werd door Gustave Pattein.